# American League East
La American League East è una delle sei division della Major League Baseball (una division East, Central e West per ognuna delle due leghe). Questa division fu creata prima dell'inizio della stagione 1969 assieme alla American League West Division. Prima di allora, la American League esisteva come una lega singola di dieci squadre.
Quattro delle sue cinque squadre sono localizzate negli Stati Uniti d'America orientali, l'altra nel Canada centrale. Alla fine della stagione della MLB, la squadra col miglior record nella division guadagna uno dei cinque posti nei playoff previsti dalla American League. I vincitori più recenti della division sono stati i Tampa Bay Rays nel 2021.
Durante i suoi 52 anni di esistenza, le squadre provenienti dalla East Division si sono qualificate per le World Series 26 volte, di cui 14 hanno conquistato il titolo di campioni. Dal 1995, quando fu introdotta una wild card per i playoff, la AL East ha prodotto la wild card dell'American League in 13 occasioni su 17, nel formato originale fino al 2011, ed ha espresso 11 wild card su 20 nel formato esteso, fino al 2021.

## Membri

### Membri attuali
- Baltimore Orioles - Membro fondatore
- Boston Red Sox - Membro fondatore
- New York Yankees - Membro fondatore
- Tampa Bay Rays - Unitisi nel 1998 come expansion team (come Tampa Bay Devil Rays)
- Toronto Blue Jays - Unitisi nel 1977 come expansion team

### Membri precedenti
- Cleveland Indians - Membro fondatore; spostato nel 1994 nella AL Central.
- Detroit Tigers - Membro fondatore, spostato nel 1998 nella AL Central
- Milwaukee Brewers - Unitisi nel 1972, rimasti fino al 1993; attualmente parte della NL Central
- Washington Senators - Membro fondatore, rimasti fino al 1971; trasferitisi ad Arlingon, Texas, nel 1972 (diventando Texas Rangers); trasferiti nella AL West